# 1937年オーストラリア選手権 (テニス)
1937年 オーストラリア選手権（1937ねんオーストラリアせんしゅけん、1937 Australian Championships）に関する記事。オーストラリア・シドニー市内にある「ホワイトシティ・テニスクラブ」にて開催。

## 大会の流れ
- 本年度のシード選手については、男子シングルスは8名が選ばれ、女子シングルスは順位を定めていない。
- 初期の全豪選手権のように、外国人出場者が少なかった時期は、地元オーストラリア人選手の国旗表示を省略する。

## シード選手

### 男子シングルス
1. ジャック・クロフォード　（ベスト4）
2. エイドリアン・クイスト　（ベスト8）
3. ビビアン・マグラス　（初優勝）
4. ジョン・ブロムウィッチ　（準優勝）
5. ドン・ターンブル　（ベスト8）
6. エーブ・ケイ　（ベスト8）
7. ハリー・ホップマン　（ベスト4）
8. レナード・シュワルツ　（ベスト8）

## 大会経過

### 男子シングルス
準々決勝
- ジャック・クロフォード vs. レナード・シュワルツ　6-3, 2-6, 3-6, 6-2, 6-3
- ジョン・ブロムウィッチ vs. ドン・ターンブル　6-2, 6-2, 6-0
- ビビアン・マグラス vs. エーブ・ケイ　6-2, 6-2, 8-6
- エイドリアン・クイスト vs. ハリー・ホップマン　11-9, 3-6, 7-5, 6-3

準決勝
- ジョン・ブロムウィッチ vs. ジャック・クロフォード　6-1, 7-9, 6-4, 8-6
- ビビアン・マグラス vs. エイドリアン・クイスト　6-4, 6-1, 7-5

### 女子シングルス
準々決勝
- ナンシー・ウィン vs. サディー・ベリーマン　6-0, 6-1
- テルマ・コイン vs. ベラ・セルウィン　6-1, 6-1
- ドロシー・スティーブンソン vs. ジョーン・ハーティガン　4-6, 6-3, 6-4
- エミリー・フッド・ウェスタコット vs. マーガレット・ウィルソン　7-5, 8-6

準決勝
- ナンシー・ウィン vs. テルマ・コイン　7-5, 4-6, 6-4
- エミリー・フッド・ウェスタコット vs. ドロシー・スティーブンソン　3-6, 8-6, 9-7

## 決勝戦の結果
- 男子シングルス：ビビアン・マグラス vs. ジョン・ブロムウィッチ　6-3, 1-6, 6-0, 2-6, 6-1
- 女子シングルス：ナンシー・ウィン vs. エミリー・フッド・ウェスタコット　6-3, 5-7, 6-4
- 男子ダブルス：エイドリアン・クイスト＆ドン・ターンブル vs. ジョン・ブロムウィッチ＆ジャック・ハーパー　6-2, 9-7, 1-6, 6-8, 6-4
- 女子ダブルス：ナンシー・ウィン＆テルマ・コイン vs. ネル・ホール・ホップマン＆エミリー・フッド・ウェスタコット　6-2, 6-2
- 混合ダブルス：ハリー・ホップマン＆ネル・ホール・ホップマン vs. ドン・ターンブル＆ドロシー・スティーブンソン　3-6, 6-3, 6-2